# Episodi di Spirit: Avventure in libertà (sesta stagione)
La sesta stagione di Spirit: Avventure in libertà è stata pubblicata negli USA l'17 agosto 2018 su Netflix.
In Italia invece è stata trasmessa dal 26 marzo 2019 su DeaKids.
| Nº | Nº | Titolo originale                  | Titolo italiano              | Prima TV USA   | Prima TV Italia |
| -- | -- | --------------------------------- | ---------------------------- | -------------- | --------------- |
| 34 | 1  | Lucky and the Doubtful Drought    | Una siccità sospetta         | 17 agosto 2018 | 26 marzo 2019   |
| 35 | 2  | Lucky and the Arabian Nightmares  | L'incubo delle giumente      | 17 agosto 2018 | 27 marzo 2019   |
| 36 | 3  | Lucky and the Fearless Fillies    | Fanciulle di frontiera       | 17 agosto 2018 | 28 marzo 2019   |
| 37 | 4  | Lucky and the Resolutionary Fever | La lista dei buoni propositi | 17 agosto 2018 | 29 marzo 2019   |
| 38 | 5  | Lucky and the Cousin Caper        | Un piano fallimentare        | 17 agosto 2018 | 1º aprile 2019  |
| 39 | 6  | Lucky and the Wayward Wedding     | La maledizione               | 17 agosto 2018 | 2 aprile 2019   |